# Castillo de Xiloca
El castillo de Xiloca era una fortaleza musulmana, original del siglo XI, ubicada el municipio zaragozano de Paracuellos de Jiloca, en lo alto de un cerro, sobre la población.

## Historia
El castillo era una defensa de la Calatayud musulmana que cerraba los posibles avances desde el valle del río Jiloca y fue reconquistado a la vez que Calatayud tras la batalla de Cutanda por Alfonso I el Batallador en 1120.
Durante la guerra de los Dos Pedros, cayó en manos castellanas en 1362, no siendo recuperado por Pedro IV hasta 1366.
Se suele identificar con el Xiloca que aparece en el Cantar de Mio Cid, por lo que está incluido en el Camino del Cid.

## Descripción
El castillo fue construido en tapial y ladrillo sobre una meseta en lo alto de la población en el terreno que ahora ocupa la Iglesia de San Miguel, y que mide unos cincuenta metros en el eje mayor. Tan solo se conservan restos de la muralla de escasa altura y una torre que ha perdido su remate del mismo material.

## Catalogación
El Castillo de Xiloca está incluido dentro de la relación de castillos considerados Bienes de Interés Cultural como zona arqueológica, en virtud de lo dispuesto en la disposición adicional segunda de la Ley 3/1999, de 10 de marzo, del Patrimonio Cultural Aragonés. Este listado fue publicado en el Boletín Oficial de Aragón del día 22 de mayo de 2006.